# Volksrecht
Als Volksrecht wird das im Volk selbst entstandene und in dessen Bewusstsein lebende Recht bezeichnet.

## Historisch
In den früheren Zeiten der Kulturentwicklung fand bei allen Nationen eine unmittelbare Teilnahme des Volkes an der Bildung und Anwendung des Rechtes statt.
Diese Ausformung des Rechts erfolgte in Europa während der ersten Phase der Rechtsgeschichte bis um das Jahr 500 n. Chr. nahezu ausschließlich auf dem Wege des Gewohnheitsrechtes und damit durch alltägliche Übung. Die Existenz des Rechts begründet sich hier in nichts anderem als in der Überzeugung des Volkes von der Notwendigkeit und Richtigkeit seiner Ausübung.
Mit dem Aufkommen des positiven, d. h. des geschriebenen Rechts ging die Rechtsgeschichte in eine zweite Phase. Das Recht wurde zum Gegenstand wissenschaftlicher Betrachtung und berufsmäßiger Pflege von Seiten der Juristen. Deswegen hörte es noch nicht auf, ein Volksrecht, d. h. ein von der Überzeugung des Volkes getragenes Recht, zu sein. Im Anfang dieser Periode waren die schriftlichen Rechtsverpflichtungen nur in geringem Maß eigentliche Rechtssatzungen, d. h. durch den Willen des Staates geschaffene neue Rechtssätze (Kapitularien), sondern zum überwiegenden Teil Niederschrift des geltenden Gewohnheitsrechts, etwa der germanischen Stammesrechte.
Von modernen Gesetzbüchern des Mittelalters und der Neuzeit, die das römische Recht rezipierten, unterscheiden sich die volksrechtlichen Rechtssammlungen unter anderem dadurch, dass sie nicht ein völlig neues Recht an die Stelle des bisher geltenden setzen, sondern zum Teil nur das bestehende Gewohnheitsrecht schriftlich festlegen und das bestehende Recht damit bestätigen wollten.

## Wissenschaftlich
Im 19. Jahrhundert versuchte Georg Beseler als Vertreter der germanistischen Richtung innerhalb der Historischen Rechtsschule das Volksrecht in der Rechtsquellenlehre wieder zu stärken. In seiner Basler Antrittsrede 1836 sprach er dem Volk die Eigenschaft zu, Träger eines eigenen Rechts zu sein. In seinem Werk „Volksrecht und Juristenrecht“ (1843) und im ersten Band seines Deutschen Privatrechts (1847) schärfte Beseler in Opposition zu den sogenannten Romanisten Georg Friedrich Puchta und Friedrich Carl von Savigny das Profil einer eigenständigen germanischen Rechtsquelle. Beselers Angriff richtete sich gegen das Monopol der Juristen, ihre eigene Rechtsquelle generieren zu können. Dem Juristenrecht wies Beseler als „Ausfluß der thatsächlich begründeten Macht des Juristenstandes“ nur die Rolle eines besonderen Gewohnheitsrechts fern dem ursprünglichen Volksgeist zu. Gewohnheitsrecht könne sich von der im Volksrecht lebendigen Überzeugung entfremden. Allein Carl Joseph Anton Mittermaier unterstützte Beseler, während Puchta und insbesondere Johann Heinrich Thöl das Volksrecht Beselers angriffen.

## Schweiz
In der Schweiz ist „Volksrecht“ der Oberbegriff für die demokratischen Mitbestimmungsrechte der Bürger. So werden etwa die Volksinitiative oder das Referendum als Volksrechte bezeichnet.